# 下加利福尼亚叛乱

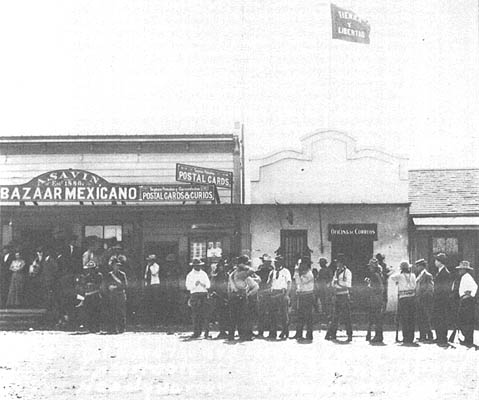
1911年，蒂华纳的马贡主义游击队成员举着“土地与自由”旗帜。

下加利福尼亚叛乱（西班牙語：Rebelión de Baja California；1911年1月—6月），又称下加利福尼亚解放、1911年马贡主义者叛乱，是墨西哥革命初期墨西哥自由党（该党的领袖为里卡多·弗洛雷斯·马贡，故其成员被称为“马贡主义者”）组织的一次起义，主要在下加利福尼亚州北部取得成功。1911年1月29日，马贡主义者占领墨西卡利；此后，他们控制蒂华纳和墨西卡利约6个月。起义是为推翻波菲里奥·迪亚斯独裁政权而发动的，但最终被忠于弗朗西斯科·马德罗的部队镇压。在马德罗政府的特工的线报支持下，马贡主义运动的多名领导人在美国被逮捕。
墨西哥自由党组织委员会在美国加利福尼亚州洛杉矶策划和协调这次起义，目的是在墨西哥建立一块解放和自由的领土，以作为将社会革命扩展到全墨西哥的基地。他们在下加利福尼亚州实施了1906年墨西哥自由党纲领，并在索诺拉、奇瓦瓦、科阿韦拉、特拉斯卡拉、韦拉克鲁斯、瓦哈卡、莫雷洛斯和杜兰戈等州也有一定程度的推广。控制下加利福尼亚半岛是为了在北部各州遭遇失败时有一项应急计划，以便获得时间重组自由派军队，然后向半岛南部移动，再前往索诺拉州和锡那罗亚州。
在1910年11月20日的起义中，马贡主义者与马德罗分子联合占领北部各州的重要地区。然而，两派之间的意识形态差异很快导致冲突。马贡主义者在奇瓦瓦州的影响力逐渐下降，此外，一些游击队领导人因拒绝承认马德罗为临时总统而被其逮捕。当一些自由党人成功在下加利福尼亚重新集结后，他们通过占领墨西卡利展开新的行动。